# Modelo saco-de-palavras
O modelo saco-de-palavras é uma representação simplificada utilizada no processamento de linguagem natural e na recuperação de informações.  Neste modelo, o texto (uma frase ou documento) é representado como um multiconjunto de suas palavras (o "saco"), desconsiderando a estrutura gramatical e até mesmo a ordenação delas, mas mantendo sua multiplicidade.
O modelo saco-de-palavras é frequentemente utilizado em métodos de classificação de documentos, onde a frequência de ocorrência de cada palavra é vista como uma característica utilizada para treinar o classificador.  No entanto, já foram registrados usos do modelo em estudos na área de visão computacional.